# ستاره‌پیما (فیلم)
«ستاره‌پیما» (انگلیسی: Starship (film)) فیلمی در ژانر علمی–تخیلی به کارگردانی راجر کریستین است که در سال ۱۹۸۴ منتشر شد. از بازیگران آن می‌توان به دیپ روی اشاره کرد.